# دیوید ساین
دیوید ساین (انگلیسی: David Šain؛ زادهٔ ۸ february ۱۹۸۸ (۳۷ سال)) ورزشکار روئینگ اهل کرواسی است.
وی در مسابقات کشوری و بین‌المللی در مجموع برندهٔ ۲ مدال طلا، ۲ مدال نقره، ۱ مدال برنز شده‌است.